# Estado Islámico del Yemen
El Estado Islámico - Provincia de Yemen (IS-YP; árabe: الدولة الإسلامية – ولاية اليَمَن, romanizado: ad-Dawlah al-Islāmiyah – Wilayat al-Yaman) es una filial y una división administrativa de Estado Islámico de Irak y el Levante (ISIS), de ideología islamista militante, activo en Yemen. ISIS anunció la formación del grupo el 13 de noviembre de 2014.

## Organización
La estructura organizativa del IS-YP se divide en subunidades geográficas. Hay al menos ocho subprovincias conocidas activas en al inicio de la guerra civil yemení a partir de 2015, muchas de ellas nombradas según las divisiones administrativas existentes de Yemen:
- Wilayah Sana'a - alrededor de la capital de Yemen del mismo nombre.
- Wilayah Aden-Abyan - alrededor de la gobernación de Adén.
- Wilayah Lahij - en la gobernación de Lahij.
- Brigada Verde Wilayah - en las gobernaciones del suroeste de Ibb y Taiz.
- Wilayah al-Bayda - en la gobernación central de Al Bayda.
- Wilayah Shabwah - en la gobernación oriental de Shabwah.
- Wilayah Ataq – alrededor de la ciudad de Ataq.
- Wilayah Hadramawt - en la gran gobernación oriental de Hadhramaut.
- Al menos siete sub-wilayah independientes se han adjudicado la responsabilidad de los ataques en Yemen, incluidos Wilayah Sana'a, Wilayah Lahij y Wilayah al-Bayda.[12][13]

Para 2018, todas los valiatos en Yemen se fusionaron como un "valiato de Yemen" singular, similar a la fusión de ISIL de sus filiales iraquíes y sirias en divisiones administrativas singulares en lugar de varias provincias más pequeñas.
En el verano de 2020, los hutíes despejaron 1000 km2 de terreno de las fuerzas de Al Qaeda en la península arábiga y Estado Islámico en su ofensiva de Al Bayda. Abu Al-Walid Al-Adani, Emir de ISIS en el distrito de Qifah fue asesinado en esta ofensiva. Con eso, se eliminó el mayor bolsillo conocido de ISIS en Yemen.

## Actividades
El 13 de noviembre de 2014, ISIS anunció que se había establecido una rama del grupo en la República del Yemen, luego de las promesas de lealtad hechas por militantes no identificados en el país. Al Qaeda en la península arábiga (AQAP), el grupo militante más fuerte del país y filial de Al Qaeda, rechazó este establecimiento. Para diciembre de ese año, ISIS había comenzado a construir una presencia activa dentro de Yemen, y su campaña de reclutamiento lo puso en competencia directa con AQPA. El primer ataque de la rama ocurrió en marzo de 2015, cuando llevó a cabo atentados suicidas en 2 mezquitas chiitas en Saná, la capital yemení. En los meses siguientes, continuó realizando ataques dirigidos principalmente a objetivos civiles asociados con el movimiento chiita hutíes.
El grupo ha podido atraer reclutas apelando al mayor sectarismo en el país tras el empeoramiento del conflicto armado yemení en 2015. Ha recibido a varios desertores de Al Qaeda en la península arábiga, que se sienten atraídos por el dinero del grupo y su capacidad para llevar a cabo ataques regulares contra los hutíes. Esto ha llevado a un aumento de las tensiones con AQPA, aunque las dos partes habían evitado enfrentamientos a finales de 2015.
El 6 de octubre de 2015, militantes del IS-YP llevaron a cabo una serie de atentados suicidas en Adén que mataron a 15 soldados leales al gobierno de Abd Rabbuh Mansur al-Hadi y la coalición liderada por Arabia Saudita. Los ataques estaban dirigidos contra el hotel al-Qasr, que había sido un cuartel general de funcionarios pro-Hadi, y también instalaciones militares. El grupo llevó a cabo más ataques contra las fuerzas favorables a Hadi, incluido el asesinato del gobernador de Adén en diciembre de 2015. El grupo experimentó una gran división en el mismo mes, cuando decenas de sus miembros, incluidos líderes militares y religiosos, rechazaron públicamente al líder de ISIS en Yemen por supuestas violaciones de la Sharia. El comando central de ISIS condenó a los disidentes, acusándolos de violar su promesa a al-Baghdadi. Un miembro de AQPA afirmó a principios de 2016 que unos 30 miembros del IS-YP habían pasado recientemente a su organización, descontentos con las tácticas del grupo y los ataques contra mezquitas y civiles musulmanes.
El 15 de mayo de 2016, militantes del IS-YP se atribuyeron la responsabilidad de un ataque suicida en el que murieron 25 policías reclutados en la ciudad de Al Mukalla, en el sur de Yemen. AQAP fue expulsado de la ciudad en abril por la coalición liderada por Arabia Saudita.  El 15 de noviembre, asaltantes (presuntos militantes del Estado Islámico) allanaron una residencia y decapitaron a un civil cerca de Bayda. Al Bayda.
El 14 de febrero de 2017, un coche bomba suicida de ISIS explotó contra un club deportivo en Radaa, Al Bayda, matando a tres combatientes Hutíes e hiriendo a ocho personas más. Miembros de ISIS bombardearon la casa del jefe del tribunal 'Amir Abu-Sarimah en Bakarat, distrito de Al Qurayshiyah, Al Bayda, Yemen. Abu-Sarimah no resultó herido; sin embargo, una persona murió y otra resultó herida en el ataque.
El 26 de abril de 2019, militantes del EI reivindicaron un atentado con bomba contra una tienda de comestibles en Yakla, Al Bayda, que mató a ocho civiles.
No fue hasta el 30 de agosto de 2019, IS se atribuyó la responsabilidad de un ataque suicida que mató a 3 soldados de las fuerzas del cinturón de seguridad.
El 18 de agosto del 2020, miembros de ISIS atacaron a fuerzas tribales en Wadi Yakla, Al Bayda. Se desconoce el resultado del ataque.
Al mes siguiente, el portavoz de ISIS, Abu Hamza al-Qurashi, ofreció sus condolencias a la sucursal de la organización en Yemen, confirmando el fin del control territorial del EI en el país.

## Liderazgo
El primer líder conocido de IS-YP fue Abu Bilal al-Harbi, quien fue identificado por BuzzFeed News como el líder de IS-YP el 6 de julio de 2015, aunque no está claro si formó parte del grupo desde su creación o si se unió al mismo en algún punto posterior. En marzo de 2017, el ciudadano yemení Muhammad Qan’an Al-Saya’ri (también conocido como Abu Usama Al-Muhajir) se convirtió en líder. El 25 de junio de 2019, Al-Muhajir fue capturado por las fuerzas de la coalición saudita.

## Designación como organización terrorista
| País           | Dato                | Referencia |
| Estados Unidos | 19 de mayo de 2016  | [ 34 ]     |
| Irak           | 10 de marzo de 2020 | [ 35 ]     |